# Андра Гавриловић
Андра Гавриловић (Свилајнац, 11. јул/29. 1864 — Београд, 24. фебруар 1929) био је српски историчар, историчар књижевности и књижевник.

## Биографија
Основну школу је похађао у Жабарима код Пожаревца, док је гимназију уписао у Чачку, наставио у Београду а у Крагујевцу окончао матуром, 1883. године. У то време почео је да пише за Српске илустроване новине (1882) и Задругу (1885).
Завршио је Филозофски факултет у Београду 1887, а затим био професор у Нишу и Београду.
Године 1914, по налогу српске владе, боравио је у поверљивим мисијама у Бечу, Војводини и Дубровнику. Први светски рат је провео у повлачењу преко Албаније са српском војском, затим поново је у различитим мисијама боравио у Паризу и Монте Карлу. Током 1920. године, у Француској је одржао низ предавања о култирној историји Срба.
Књижевни рад је почео песмама, а касније објавио неколико романа и збирку приповедака, као и велики број расправа из историје књижевности, од којих су неке представљале користан књижевно-историјски допринос. Ови радови имају углавном историјску тематику (о Србији у доба деспота Стефана Лазаревића, о Маричкој бици, роман о Тицановој буни и др.). Гавриловић је био разноврстан писац, али није показао ни високе уметничке способности ни довољне критичности правог научника.
Написао је биографију светог Саве која је објављена 1900. године. Према оцени Симе Ћирковића, предсатвља једно од најзначајнијих и најуспелијих радова о првом српском архиепископу.
Поживео је до фебруара 1929. године. Сахрањен је у Крагујевцу.
По њему је названа Књижевна награда Андра Гавриловић.

## Галерија
- Насловна страна Писама о књижевности у Словенаца (Београд, 1895)
- Насловна страна Историје српске и хрватске књижевности (Београд, 1910)